# Percy Kalling
Sten Percival (Percy) Kalling, född 12 juli 1890 i Helsingborg, död 21 oktober 1978 i Oscars församling i Stockholm, var en svensk baron, notarie och generalkonsul.
Han var son till överstelöjtnanten baron Sten Kalling, som tillhörde adliga ätten Kalling, och hans hustru Harriet Amelie, född Löfgren, samt från 1919 gift med Gerda Bergenstråhle. Kalling avlade studentexamen 1912 och kansliexamen 1915. Efter avslutade studier var han anställd som vikarierande kanslist sekreterare vid Kungliga lantförsvarsdepartementet 1915–1918, amanuens vid Kungliga Patent- och registreringsverket 1918–1926 och förste amanuens där 1926–1937. Han blev extra  notarie 1937 och ordinarie notarie 1938. Han var sedan 1920 republiken San Marinos generalkonsul och var San Marinos delegat vid den 8:e Världspostkongressen 1924. Han utnämndes av Kunglig Majestät till exekvatur 1921. 
Kalling var hedersmedlem i Société d' Archeologique et Historique i Paris och medlem i Corps consulaire samt Kulturhistoriska föreningen för södra Sverige. Han utgav 1938 boken Några glimtar från Republiken San Marino och 1940 Genealogia Spolanderiana. Kalling är begravd på Norra begravningsplatsen utanför Stockholm.